# Leulinghen-Bernes
Leulinghen-Bernes är en kommun i departementet Pas-de-Calais i regionen Hauts-de-France i norra Frankrike. Kommunen ligger i kantonen Marquise som tillhör arrondissementet Boulogne-sur-Mer. År 2022 hade Leulinghen-Bernes 535 invånare.

## Befolkningsutveckling
Antalet invånare i kommunen Leulinghen-Bernes
| Referens: INSEE |